# Microsoft Lumia 532
Il Microsoft Lumia 532 è uno smartphone Dual SIM di fascia bassa prodotto dalla Microsoft facente parte della serie Lumia. Smartphone uscito nel primo trimestre del 2015 vanta di un processore Snapdragon 200 in versione quad core con frequenza settata a 1.2 GHz  , 1 gb di memoria ram, schermo con risoluzione pari 800*480 pixel che coprono una superficie di 4 pollici. Viene svantaggiato da pessimi angoli di visuale a causa della matrice del display stesso ma, grazie alla ottima autonomia la fluidità generale e il prezzo estremamente basso oltre che essere Windows 10 ready risulta sfruttabile.